# Okres Baden (Rakousko)
Okres Baden je rakouským okresem ve spolkové zemi Dolní Rakousy.

## Poloha okresu
Okres leží jižně jih od hlavního města Rakouska Vídně, se kterou ale úplně nesousedí. Na severu totiž sousedí s okresy Bruck an der Leitha a Mödling, na západě pak s okresy St. Pölten a Lilienfeld, na jihu s okresem Vídeňské Nové Město. Východní hranici pak má okres společnou s Burgenlandem. Vzdálenost z okresního města Baden do hlavního města spolkové země St. Pöltenu je asi 60 km.

## Geografie okresu
Nadmořská výška se zvyšuje ve směru od severovýchodu k jihozápadu. Například okresní město Baden, které se nachází na severovýchodě okresu má nadmořskou výšku 230 metrů, zatímco některá ojedinělá místa na jihozápadě okresu mají nadmořskou výšku přesahující 1000 metrů. V říční síti je nejvýznamnější řeka Triesting, která odvodňuje většinu okresu do Dunaje.

## Doprava
Nejdůležitějším dopravním spojením je „Jižní dálnice A2“ a rakouská „Jižní dráha“ na sever do Vídně a na jih do Vídeňského Nového Města.
Na západ je vídeňský „městský dálniční okruh dálnice A21“, a východně Jihovýchodní dálnice A3.
Několik železničních tratí přetínají území okresu. Kromě toho spojení Badenu s Vídní je zajištěno místní dráhou.

## Správní členění
Okres je rozčleněn na 30 rakouských obcí, z toho 5 měst a 18 městysů. V závorkách je uveden počet obyvatel k 1. dubnu 2009.

### Města
| - Baden (25 156) - Bad Vöslau (11 283) - Berndorf (8754) - Ebreichsdorf (9571) - Traiskirchen (17 221) - Alland (2489) - Altenmarkt an der Triesting (2085) - Enzesfeld-Lindabrunn (4105) - Günselsdorf (1745) - Hernstein (1462) - Hirtenberg (2657) - Kottingbrunn (7411) - Leobersdorf (4485) - Oberwaltersdorf (3840) - Pfaffstätten (3299) | - Pottendorf (6264) - Pottenstein (3014) - Reisenberg (1540) - Seibersdorf (1379) - Sooß (1107) - Teesdorf (1731) - Trumau (3005) - Weissenbach an der Triesting (1720) - Blumau-Neurißhof (1787) - Furth an der Triesting (795) - Heiligenkreuz (1490) - Klausen-Leopoldsdorf (1568) - Mitterndorf an der Fischa (2028) - Schönau an der Triesting (2010) - Tattendorf (1282) |

### Obce

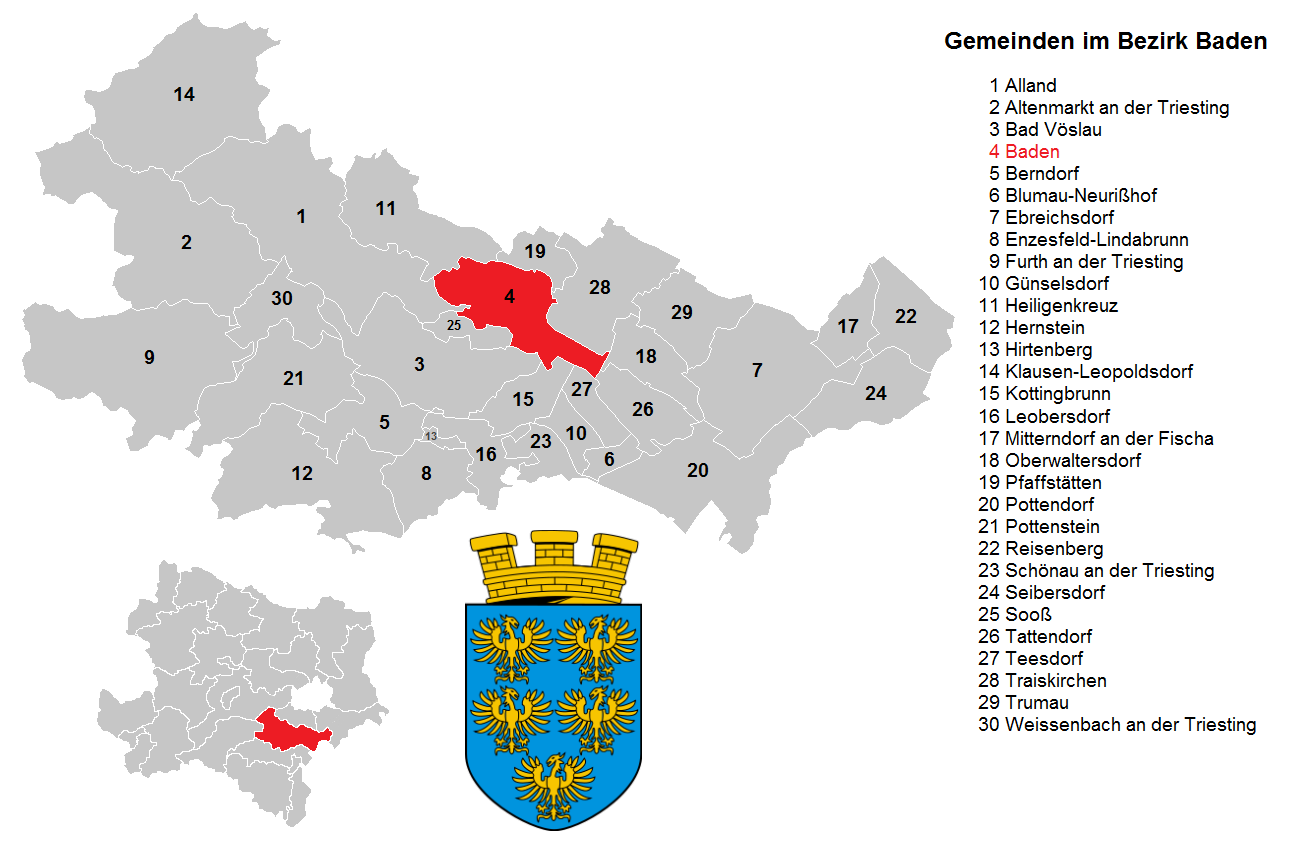
Obce v okrese Baden